# Saint-Lubin-de-la-Haye
Saint-Lubin-de-la-Haye is een gemeente in het Franse departement Eure-et-Loir (regio Centre-Val de Loire). De plaats maakt deel uit van het arrondissement Dreux. Saint-Lubin-de-la-Haye telde op 1 januari 2022 950 inwoners.

## Geografie
De oppervlakte van Saint-Lubin-de-la-Haye bedroeg op 1 januari 2022 14,32 vierkante kilometer; de bevolkingsdichtheid was toen 66,3 inwoners per km².

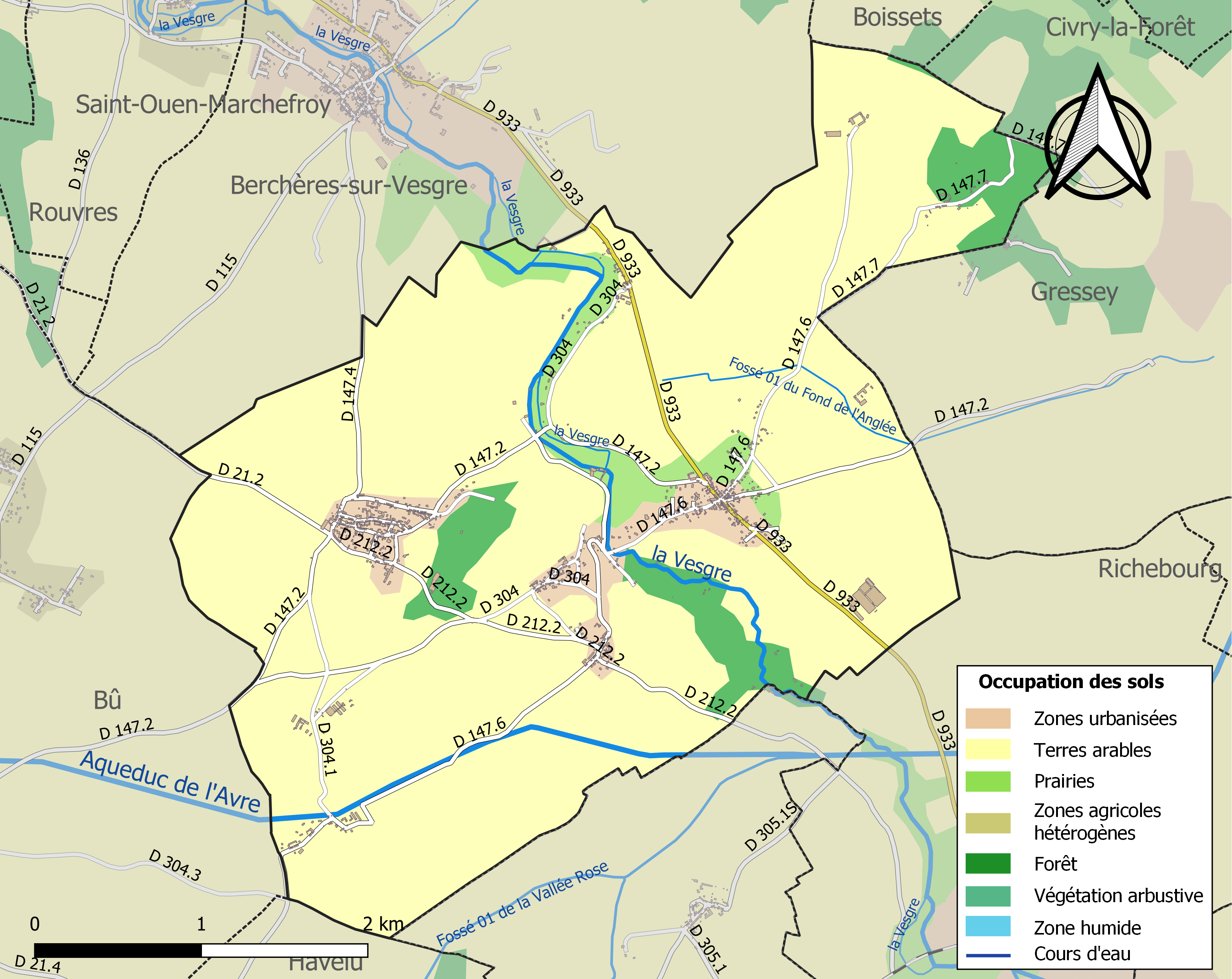
Kaart van de gemeente met belangrijkste infrastructuur, bodemgebruik en omliggende gemeenten

## Demografie
Onderstaande figuur toont het verloop van het inwonertal (bron: INSEE-tellingen).